# スターキング デリシャス
スターキング デリシャス（Starking Delicious）は、アメリカ合衆国ニュージャージー州で1921年に デリシャスの着色系枝変わりとして発見されたリンゴの品種である。

## 特徴
果実は長円錐形で濃紫紅色であり、大きさは280～300g程度で縦に縞が入る。果肉は緻密で甘く、芳香もあり食味は良好である。軟らかくシャリッと崩れるような食感で、常温下では軟化しやすい。
アメリカ国内では広く普及しているが、日本では下火となっている。

## 歴史
1921年、アメリカ合衆国ニュージャージー州のルーイス・ムードの果樹園に植えていたデリシャスの枝に濃い紅色をした果実が実り、それを Stark Brothers Nursuries の手により1924年に命名紹介され、1930年に品種登録された。
日本には、千疋屋の斎藤義政により1929年に2本の苗木が輸入され、青森県中津軽郡船沢村折笠の對馬竹五郎に栽培を依頼した。1932年、2個の果実を収穫することに成功した。うち1つは斎藤義政に送られたが、その後大正天皇や貞明皇后が食された。1934年には市販されるようになり、また竹五郎が穂木を人々に譲るなど普及に力を入れたため船沢地区に広がった。1960年代に入ると全国的に栽培されるようになり、当時の主力品種である国光などに代わり主力となっていった。1961年には船沢農協から2万2千箱、翌年には3万箱が集荷され、また高値で取引されたこともあり船沢地区一帯が潤った。
しかし保存性に難があり、ふじなどの後継品種ができると急速に減少し、市場に出回らなくなったが、現在も栽培が続けられている。